# Lessinosoma paolettii
Lessinosoma paolettii är en mångfotingart som beskrevs av Pius Strasser 1977. Lessinosoma paolettii ingår i släktet Lessinosoma och familjen knöldubbelfotingar. Inga underarter finns listade i Catalogue of Life.